# Indiana (contea di Indiana, Pennsylvania)
Indiana è un comune (borough) degli Stati Uniti d'America, situato nello stato della Pennsylvania, nella contea di Indiana, della quale è il capoluogo.